# Podocarpus urbanii
Podocarpus urbanii é uma espécie de conífera da família Podocarpaceae.
Apenas pode ser encontrada na Jamaica.